# Stefan Głowacki

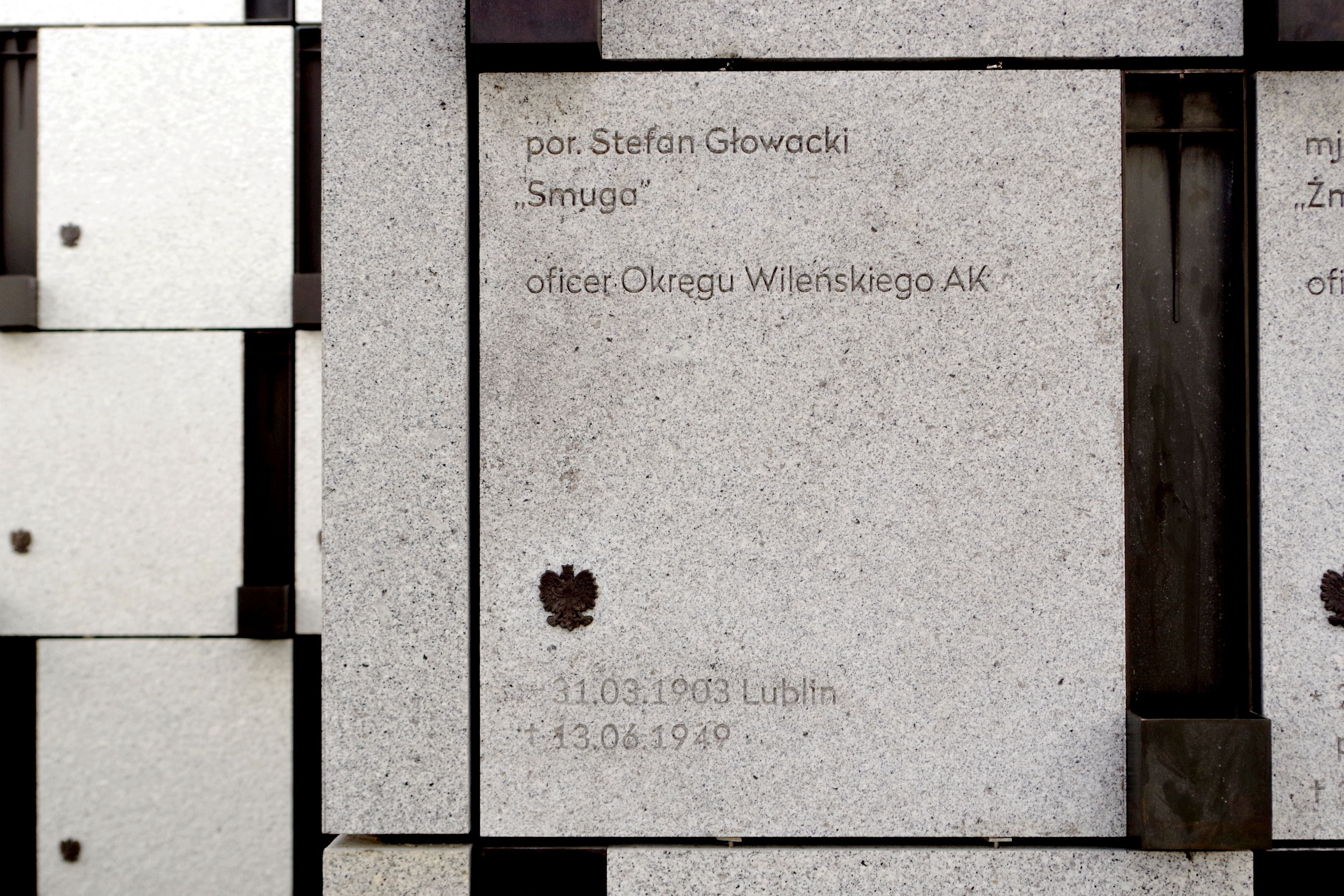
Grób por. Stefana Głowackiego ps. "Smuga" w dniu pogrzebu w Panteonie – Mauzoleum Wyklętych-Niezłomnych na Cmentarzu Wojskowym na Powązkach w Warszawie.

Stefan Głowacki ps. „Smuga” (ur. 31 marca 1903 w Lublinie, zm. 13 czerwca 1949 w Warszawie) – porucznik piechoty Wojska Polskiego i Armii Krajowej.

## Życiorys
Syn Stanisława i Katarzyny ze Stolów. Stefan Głowacki wcześnie zmuszony był podjąć pracę zarobkową – sprzedawał gazety, pracował jako robotnik. W 1924 wcielony do wojska, służył w 8 pułku piechoty Legionów w Lublinie. Po zakończeniu służby pozostał w wojsku. Ukończył Szkołę Podchorążych dla Podoficerów w Bydgoszczy. 4 sierpnia 1934 Prezydent RP Ignacy Mościcki mianował go podporucznikiem ze starszeństwem z 15 sierpnia 1934 i 371. lokatą w korpusie oficerów piechoty, a minister spraw wojskowych wcielił do 17 pułku piechoty w Rzeszowie. Część pieniędzy z żołdu posyłał do domu. Na stopień porucznika został mianowany ze starszeństwem z 19 marca 1938 i 350. lokatą w korpusie oficerów piechoty. Później został przeniesiony do Korpusu Ochrony Pogranicza i przydzielony do Batalionu KOP „Słobódka” na stanowisko dowódcy plutonu. W kwietniu 1939 został przeniesiony do Batalionu KOP „Słobódka II” w Augustowie. W czasie kampanii wrześniowej dowodził plutonem w 9. kompanii strzeleckiej.
W okresie okupacji niemieckiej w AK, był dowódcą podrejonu na terenie Wileńszczyzny, ps. „Smuga”. W kwietniu 1945 jako repatriant wyjechał z Wilna do Wrocławia, niedługo potem zachorował poważnie i nieuleczalnie. Zwolniony z pracy z powodu absencji pozostał bez środków do życia. Pieniądze na lekarstwa pożyczał mu kolega z wileńskiej AK Aleksander Tomaszewski „Bończa”. W marcu 1946 związał się z Ośrodkiem Mobilizacyjnym Okręgu Wileńskiego AK, organizacją konspiracyjną zorganizowaną przez ppłk. Antoniego Olechnowicza „Pohoreckiego”. Mieszkał wtedy we Wrocławiu.
7 lipca 1948 został aresztowany w zasadzce w Dębowej Kłodzie koło Leszna. 8 marca 1949 WSR w Warszawie pod przewodnictwem płk. Zbigniewa Furtaka skazał go w procesie R.Warszawa Sr.1727/49 na podst. 86 §1 KKWP na karę śmierci. 20 maja 1949 NSW utrzymał ten wyrok w mocy. Prezydent Bierut nie skorzystał z prawa łaski. Stracony 13 czerwca 1949. 20 czerwca 1990 prezes Izby Wojskowej SN wniósł rewizję nadzwyczajną (na korzyść), zarzucając sądowi I instancji błędy w ustaleniach faktycznych przyjętych za podstawę wyroku skazującego. 25 października 1990 Izba Wojskowa SN, uwzględniając rewizję nadzwyczajną, uniewinniła Stefana Głowackiego.
Jego grób symboliczny znajduje się na Cmentarzu Wojskowym w Kwaterze „na Łączce”. 28 września 2014 roku Rada Ochrony Pamięci Walk i Męczeństwa, Pomorski Uniwersytet Medyczny w Szczecinie i Instytut Pamięci Narodowej poinformował o identyfikacji szczątków Głowackiego w tej kwaterze.